# Anders Hejlsberg

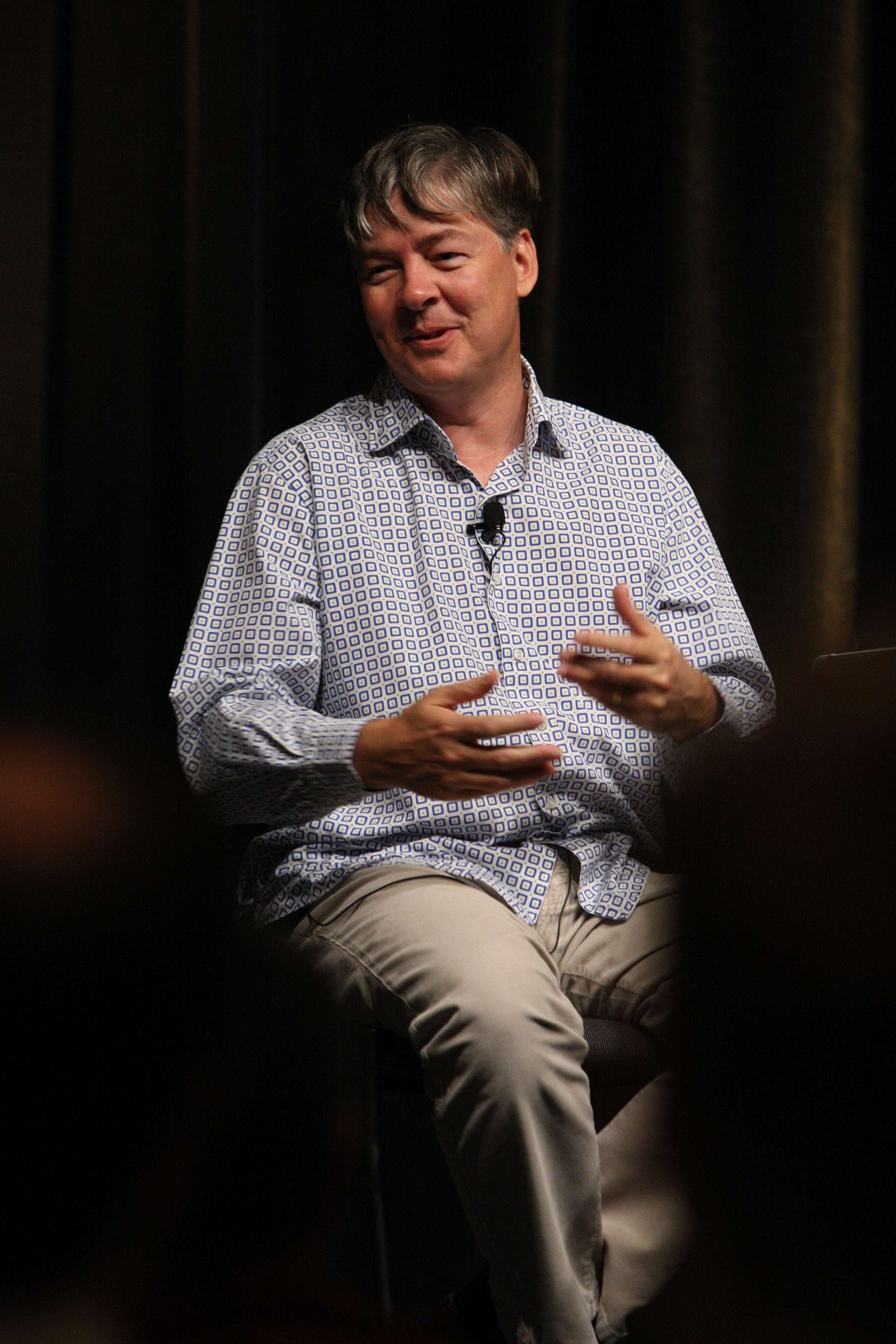
Anders Hejlsberg.

Anders Hejlsberg nació en 1960 (algunas fuentes señalan que fue en 1961, pero durante el TechEd 2006 en Barcelona, el propio Hejlsberg confirmó que nació en diciembre de 1960). Es un destacado ingeniero de software danés que codiseñó varios lenguajes de programación e instrumentos de desarrollo populares y comercialmente acertados. Actualmente trabaja para Microsoft, donde es el arquitecto jefe del lenguaje de programación TypeScript.

## Sus primeros años
Hejlsbergs nació en Copenhague, Dinamarca, y estudió ingeniería en la Universidad Técnica de Dinamarca, pero nunca se graduó. Mientras estaba en la universidad, en 1981, comenzó a escribir programas para el microordenador Nascom, incluyendo un compilador de Pascal que se llamaba Blue Label Pascal compiler (el compilador de Pascal para el Nascom-2). Sin embargo, pronto lo reescribió para CP/M y MS-DOS. El compilador fue conocido inicialmente como Compas Pascal y más tarde como PolyPASCAL. Más adelante el producto fue concedido bajo licencia a Borland, y, combinado con otras herramientas de programación, se convirtió en el sistema Turbo Pascal. Dicho compilador se inspiró en gran medida en el compilador Tiny Pascal, descrito en el libro "Algorithms + Data Structures = Programs" de Niklaus Wirth, uno de los libros más influyentes en el área de ciencias computacionales de aquel tiempo. Anders y sus colegas fundaron una tienda de informática en Copenhague donde vendían aplicaciones de contabilidad. Su compañía, PolyData, distribuía productos de Microsoft en Dinamarca, lo que les supuso algunos conflictos con Borland.

## En Borland
En manos de Borland, el Turbo Pascal se convirtió en el más comercialmente aceptado de los compiladores de Pascal. En 1989 Hejlsberg se mudó a California para convertirse en Ingeniero jefe en Borland, donde permaneció hasta 1996. Durante este período desarrolló el Turbo Pascal más a fondo, y finalmente se convirtió en el arquitecto jefe del equipo que desarrolló el reemplazo del Turbo Pascal, Turbo Delphi.

## En Microsoft
Hejlsberg se convirtió en uno de los objetivos principales de Microsoft y, tras una sucesión de ofertas, Borland no pudo igualar la oferta hecha por Microsoft. En 1996 Hejlsberg abandonó Borland y se unió a Microsoft. Uno de sus primeros logros fue el lenguaje de programación J++. También se convirtió en un Ingeniero distinguido y Técnico de Microsoft. Desde 2000, ha sido el arquitecto principal del equipo que desarrolla el lenguaje de programación C#. En 2012 Hejsberg anunció su nuevo proyecto TypeScript.

## Premios
Recibió el premio a la excelencia en programación Dr. Dobb's 2001 por su trabajo sobre el Turbo Pascal, Delphi, C# y Microsoft.NET.
Junto con Shon Katzenberger, Scott Wiltamuth, Todd Proebsting, Erik Meijer, Peter Hallam and Peter Sollich, Anders recibió un Premio de Reconocimiento por el Logro Técnico Sobresaliente por su trabajo en el lenguaje C# en 2007.

## Trabajo publicado
- C# Lenguaje de programación, Segunda Edición, Addison-Wesley Profesional, ISBN 0-321-33443-4, el 9 de junio de 2006

- (en inglés) Entrevista del.NET Developer's Diario, Vol 1 issue 1. (versión archivada por Internet Archive)
- (en inglés) El diseño del C#: Una discusión con Anders Hejlsberg

### Entrevistas (en inglés)
- Software engineering radio Episode 97: Interview Anders Hejlsberg
- The C# Design Process
- The Trouble with Checked Exceptions
- Delegates, Components and Simplexity
- Versioning, Virtual and Override
- Contracts and Interoperability
- Inappropriate Abstractions
- Generics in C#, Java and C++
- CLR Design Choices
- Microsoft's Hejlsberg touts .NET, C-Omega (now LINQ) technologies
- C#: Yesterday, Today, and Tomorrow
- Video interview at channel9
- Computerworld Interview with Anders on C#

### Videos (en inglés)
- Anders Hejlsberg - Introducing TypeScript
- Life and Times of Anders Hejlsberg
- Anders Hejlsberg - Tour through computing industry history at the Microsoft Museum
- Anders Hejlsberg - What's so great about generics?
- Anders Hejlsberg - Programming data in C# 3.0
- Anders Hejlsberg - What brought about the birth of the CLR
- Anders Hejlsberg - The .NET Show: The .NET Framework
- Anders Hejlsberg - The .NET Show: Programming in C#
- Anders Hejlsberg - More C# Talk from C#'s Architect (Happy Birthday Video #3)
- Anders Hejlsberg - LINQ
- Anders Hejlsberg - LINQ and Functional Programming
- Outstanding Technical Achievement: C# Team
- Anders Hejlsberg - The Future of C#
- Anders Hejlsberg - The future of programming languages (JAOO Aarhus 2008)
- The Future of C# and Visual Basic (PDC 2010)

- Datos: Q316544
- Multimedia: Anders Hejlsberg / Q316544